# Roger Boisjoly
Roger Boisjoly   (Lowell, 25 d'abril de 1938 - Nephi, 6 de gener de 2012) va ser un enginyer mecànic estatunidenc, especialista en la dinàmica de fluids i en l'aerodinàmica. Va emetre fortes objeccions per al llançament de l'aeronau Space Shuttle Challenger el dia abans que aquesta esclatés a l'aire el gener de 1986. Boisjoly va predir correctament, basant-se en dades d'enlairament anteriors que la junta tòrica del coet podia fallar si el llançament es produïa en un dia de temperatura freda.
Boisjoly va treballar per a la companyia Morton Thiokol, fabricant dels propulsors del Challenger. També va treballar per a empreses californianes fabricants de mòduls lunars.
Boisjoly va escriure una memòria dirigida als seus superiors el juliol de 1985 expressant la seva preocupació per les deficiències del disseny dels propulsors sòlids dels coets que si no s'arreglava podia produir una catàstrofe durant el llançament d'un Space Shuttle. Tanmateix, els seus superiors no van prendre cap mesura al respecte.
Les juntes tòriques eren dos anells de goma que segellaven dues seccions dels SRBs. Aquest sistema mai va funcionar tal com estava dissenyar i durant l'enlairament les gomes es van desplaçar (pel procés d'extrusió) i els gasos del coet es van escapar 
El temps fred feia que la goma s'endurís i fos menys flexible donant lloc a l'extrusió i a major taxa d'escapament dels gasos 
La temperatura del llançament a Florida va ser relativament baixa, de només 10 °C, però a la nit va arribar a glaçar (-1 °C). En assajos anteriors, la primera goma de la junta tòrica només va fer un segellat parcial.
El dia del llançament les dues juntes tòriques van fallar completament poc després de la ignició i es van cremar fent un fum negre ben visible. Als 58 segons del llançament es va cremar l'alumini que segellava el coet fent més fum i als 73 segons l'aeronau va quedar completament desintegrada.

## Fets posteriors
El President Ronald Reagan ordenà una comissió presidencial per investigar aquest desastre,, Boisjoly va ser un dels testimonis i després de declarar va acabar dimitint dels seus càrrecs dins l'empresa Thiokol.
Boisjoly va fer conferències sobre ètica laboral.
Boisjoly va rebre el premi Award for Scientific Freedom and Responsibility per part de l'American Association for the Advancement of Science l'any 1988.